# Campionato dei Caraibi di rugby a 15 2013
Il campionato dei Caraibi di rugby 2013 (in inglese 2013 NACRA Rugby Championship) fu la 6ª edizione del campionato dei Caraibi di rugby a 15 organizzata dal NACRA, la confederazione continentale rugbistica centro-nordamericana.
Il titolo andò per la prima volta alla selezione USA South Panthers che nella finale di Port of Spain sconfisse i padroni di casa di Trinidad e Tobago.

## Squadre partecipanti
Le 14 squadre furono divise in due zone (Nord e Sud) e affrontarono tre fasi per giungere alla finale.
Per ogni zona le quattro squadre partecipanti alla prima fase si incontrarono in un torneo a eliminazione diretta la cui vincitrice incontrava la squadra ammessa alla seconda fase in una partita unica, la cui vincitrice incontrava, nel terzo turno, le rimanenti due squadre in un girone finale di sola andata la cui vincitrice era qualificata per la finale che assegnava il titolo.
| Zona                        | Nord                                              | Sud                                                                             |
| --------------------------- | ------------------------------------------------- | ------------------------------------------------------------------------------- |
| Ammesse alla terza fase     | - Bermuda - Isole Cayman                          | - Guyana - Trinidad e Tobago                                                    |
| Ammesse alla seconda fase   | - Bahamas                                         | - Barbados                                                                      |
| Partecipano alla prima fase | - Giamaica - Messico - Turks e Caicos - USA South | - Curaçao - Isole Vergini Britanniche - Saint Vincent e Grenadine - Saint Lucia |

## Prima fase

### Zona nord
|  | Semifinali     | Semifinali     | Semifinali  |             |          | Finale   | Finale | Finale |  |
|  |                |                |             |             |          |          |        |        |  |
|  | Turks e Caicos | Turks e Caicos | 13          |             |          |          |        |        |  |
|  | Turks e Caicos | Turks e Caicos | 13          |             |          |          |        |        |  |
|  | Giamaica       | Giamaica       | 31          |             |          |          |        |        |  |
|  | Giamaica       | Giamaica       | 31          |             | Giamaica | Giamaica | 12     |        |  |
|  |                |                |             |             | Giamaica | Giamaica | 12     |        |  |
|  |                |                | Stati Uniti | Stati Uniti | 29       |          |        |        |  |
|  | Stati Uniti    | Stati Uniti    | Stati Uniti | Stati Uniti | 29       | 50       |        |        |  |
|  | Stati Uniti    | Stati Uniti    |             |             |          |          |        |        |  |
|  | Messico        | Messico        | 23          |             |          |          |        |        |  |

Semifinali
| Arbitro: | Ed Gardner |

|                      |      |                                             |
| 37’ tecnica 65’ Owen | mt   | 16’, 75’ Wade 30’ McFarlane 40’, 52’ Thomas |
|                      | tr   | 40’, 53’, 75’ Groves                        |
| 8’ Tait              | c.p. |                                             |

| Marietta (Georgia) 19 gennaio 2013 | Stati Uniti | 50 – 23 referto                                              | Messico | Life University (280 spett.) |
| 10’ Baistrocchi 30’ Whitler 41’ Wolfe 44’ Doyle 61’ Swanner 53’ Winiarczyk 70’ Bou-Mikael 78’ Khan mt 26’ Calderon Guillemot 68’ Galindo Esparza 80’ Burgos Molina 11’, 31’, 42’, 62’, 70’ Baistrocchi tr 27’ Henning Morris c.p. 15’, 37’ Henning Morris |             |                                                              |         |                              |
| |             |                                                              |         |                              |
| 10’ Baistrocchi 30’ Whitler 41’ Wolfe 44’ Doyle 61’ Swanner 53’ Winiarczyk 70’ Bou-Mikael 78’ Khan | mt          | 26’ Calderon Guillemot 68’ Galindo Esparza 80’ Burgos Molina |         |                              |
| 11’, 31’, 42’, 62’, 70’ Baistrocchi | tr          | 27’ Henning Morris                                           |         |                              |
| | c.p.        | 15’, 37’ Henning Morris                                      |         |                              |

Finale
| Arbitro: | Alasdair Robertson |

|                      |      |                                |
| 45’ Thomas 53’ Jones | mt   | 13’, 78’ Baistrocchi 24’ Khan  |
| 46’ Jones            | tr   | 14’ Baistrocchi                |
|                      | c.p. | 31’, 42’, 60’, 80’ Baistrocchi |

### Zona sud
|  | Semifinali                | Semifinali                | Semifinali |         |                           | Finale                    | Finale | Finale |  |
|  |                           |                           |            |         |                           |                           |        |        |  |
|  | Saint Lucia               | Saint Lucia               | 35         |         |                           |                           |        |        |  |
|  | Saint Lucia               | Saint Lucia               | 35         |         |                           |                           |        |        |  |
|  | Isole Vergini Britanniche | Isole Vergini Britanniche | 41         |         |                           |                           |        |        |  |
|  | Isole Vergini Britanniche | Isole Vergini Britanniche | 41         |         | Isole Vergini Britanniche | Isole Vergini Britanniche | 12     |        |  |
|  |                           |                           |            |         | Isole Vergini Britanniche | Isole Vergini Britanniche | 12     |        |  |
|  |                           |                           | Curaçao    | Curaçao | 39                        |                           |        |        |  |
|  | Curaçao                   | Curaçao                   | Curaçao    | Curaçao | 39                        | 37                        |        |        |  |
|  | Curaçao                   | Curaçao                   |            |         |                           |                           |        |        |  |
|  | Saint Vincent e Grenadine | Saint Vincent e Grenadine | 24         |         |                           |                           |        |        |  |

Semifinali
| Arbitro: | Piet Veldhuizen |

|                                                       |      |                                    |
| 5’ Tjon 19’ Dos Passos 27’, 64’, 73’ Breuer 62’ Perry | mt   | 7’, 70’ Alvis 14’ Bailey 40’ Lewis |
| 20’, 28’ Breinburg                                    | tr   | 40’, 70’ Lewis                     |
| 52’ Breinburg                                         | c.p. |                                    |

| Arbitro: | Cliff Jones |

|                                                          |      |                                                 |
| 5’ Denis 11’ Samuels 40’ Stewart 43’ Charles 68’ Isidore | mt   | 13’, 53’ Molver 17’ Chapman 26’, 71’, 77’ Adams |
| 40’, 68’ Samuels                                         | tr   | 71’ Molver                                      |
| 31’, 41’ Samuels                                         | c.p. | 21’, 47’, 64’ Molver                            |

Finale
| Arbitro: | Tim Luscombe |

|                          |      |                                                      |
| 18’ Springett 79’ Molver | mt   | 11’ Janga 22’ Fidanque 30’ Martis 34’ Kopra 52’ Eker |
| 80’ Molver               | tr   | 11’, 22’, 34’, 53’ Breinburg                         |
|                          | c.p. | 3’, 75’ Breinburg                                    |

 Curaçao qualificata al secondo turno

## Seconda fase

### Zona nord
| Nassau 13 aprile 2013 | Bahamas | 15 – 42 referto                                               | Stati Uniti | Winton Rugby Centre |
| 45’ Woodside 79’ Cooper mt 4’, 64’ Elkins 15’ Hickey 30’ Reuther 39’ Chermley 78’ Snyder 46’ Charlton tr 9’, 31’, 65’ Baistrocchi 40+1’ Charlton c.p. 9’, 38’ Baistrocchi |         |                                                               |             |                     |
| |         |                                                               |             |                     |
| 45’ Woodside 79’ Cooper | mt      | 4’, 64’ Elkins 15’ Hickey 30’ Reuther 39’ Chermley 78’ Snyder |             |                     |
| 46’ Charlton | tr      | 9’, 31’, 65’ Baistrocchi                                      |             |                     |
| 40+1’ Charlton | c.p.    | 9’, 38’ Baistrocchi                                           |             |                     |

 USA South qualificati al terzo turno

### Zona sud
| Bridgetown 6 aprile 2013                                                                                 | Barbados | 41 – 3 referto | Curaçao | Garrison Savannah (200 spett.) |
| 16’ Ward 21’ Blunt 34’, 52’ Forde 65’ Carter 68’ Preece 73’ Lucas mt 65’, 60’, 73’ Carter tr c.p. 3’ Jul |          |                |         |                                |
| |          |                |         |                                |
| 16’ Ward 21’ Blunt 34’, 52’ Forde 65’ Carter 68’ Preece 73’ Lucas                                        | mt       |                |         |                                |
| 65’, 60’, 73’ Carter                                                                                     | tr       |                |         |                                |
| | c.p.     | 3’ Jul         |         |                                |

## Terza fase

### Zona nord
| Marietta 4 maggio 2013                                   | Stati Uniti | 9 – 7 referto | Isole Cayman | Life University |
| mt 36’ Cribb tr 37’ Cribb 40’, 43’, 75’ Baistrocchi c.p. |             |               |              |                 |
|                                                          |             |               |              |                 |
|                                                          | mt          | 36’ Cribb     |              |                 |
|                                                          | tr          | 37’ Cribb     |              |                 |
| 40’, 43’, 75’ Baistrocchi                                | c.p.        |               |              |                 |

| Devonshire Parish 18 maggio 2013 | Bermuda | 14 – 24 referto                   | Stati Uniti | Bermuda National Stadium (200 spett.) |
| 35’ Williams 59’ Cedenio mt 26’ Wolfe 44’ Swanner 72’ Edwards 35’ Landy 60’ Edwards tr 27’, 45’, 72’ Baistrocchi c.p. 4’ Baistrocchi |         |                                   |             |                                       |
| |         |                                   |             |                                       |
| 35’ Williams 59’ Cedenio | mt      | 26’ Wolfe 44’ Swanner 72’ Edwards |             |                                       |
| 35’ Landy 60’ Edwards | tr      | 27’, 45’, 72’ Baistrocchi         |             |                                       |
| | c.p.    | 4’ Baistrocchi                    |             |                                       |

| Arbitro: | Chris Henshall |

|                      |      |                       |
| 9’ Cribb 72’ tecnica | mt   | 70’ Healy             |
| 9’ Cribb 72’ Hayward | tr   |                       |
| 23’, 32’ Cribb       | c.p. | 26’, 40’, 55’ Edwards |

Classifica
|  | Classifica   | G | V | N | P | PF | P- | diff. | BM | BS | PT |
|  | ------------ | - | - | - | - | -- | -- | ----- | -- | -- | -- |
|  | Stati Uniti  | 2 | 2 | 0 | 0 | 33 | 21 | 12    | 0  | 0  | 4  |
|  | Isole Cayman | 2 | 1 | 0 | 1 | 27 | 23 | 4     | 0  | 1  | 3  |
|  | Bermuda      | 2 | 0 | 0 | 2 | 28 | 44 | -16   | 0  | 1  | 1  |

### Zona sud
| Georgetown 18 maggio 2013                                                                | Guyana | 19 – 17 referto            | Barbados | Providence Stadium (200 spett.) |
| 51’ Butts 54’, 68’ Corbin mt 2’, 26’ English 25’ Preece 54’, 68’ Gonsalves tr 25’ Carter |        |                            |          |                                 |
|                                                                                          |        |                            |          |                                 |
| 51’ Butts 54’, 68’ Corbin                                                                | mt     | 2’, 26’ English 25’ Preece |          |                                 |
| 54’, 68’ Gonsalves                                                                       | tr     | 25’ Carter                 |          |                                 |

| Arbitro: | Marc Nelson |

|                  |      |                           |
|                  | mt   | 3’, 70’ Phillip 75’ Clark |
|                  | tr   | 4’, 76’ Figaro            |
| 3’, 47’ Driscoll | c.p. |                           |

| Arbitro: | Pablo Septien |

|                                      |      |  |
| 12’ Richards 43’ Frederick 62’ Lopez | mt   |  |
| 13’ Figaro                           | tr   |  |
| 6’ Figaro                            | c.p. |  |

Classifica
|  | Classifica        | G | V | N | P | PF | P- | diff. | BM | BS | PT |
|  | ----------------- | - | - | - | - | -- | -- | ----- | -- | -- | -- |
|  | Trinidad e Tobago | 2 | 2 | 0 | 0 | 39 | 6  | 33    | 0  | 0  | 4  |
|  | Guyana            | 2 | 1 | 0 | 1 | 19 | 37 | -18   | 0  | 0  | 2  |
|  | Barbados          | 2 | 0 | 0 | 2 | 23 | 38 | -15   | 0  | 1  | 1  |

## Finale
| Port of Spain 22 giugno 2013                                                                                              | Trinidad e Tobago | 18 – 26 referto                | Stati Uniti | Fatima College (1000 spett.) |
| 12’, 34’ Quashie 46’ Kelly mt 23’ Reuther 38’ Khan 78’ Doyle tr 38’ Baistrocchi 17’ Figaro c.p. 14’, 20’, 62’ Baistrocchi |                   |                                |             |                              |
| |                   |                                |             |                              |
| 12’, 34’ Quashie 46’ Kelly                                                                                                | mt                | 23’ Reuther 38’ Khan 78’ Doyle |             |                              |
| | tr                | 38’ Baistrocchi                |             |                              |
| 17’ Figaro | c.p.              | 14’, 20’, 62’ Baistrocchi      |             |                              |